# Condado de Palm Beach
O condado de Palm Beach (em inglês:  Palm Beach County) é um dos 67 condados do estado americano da Flórida. A sede e cidade mais populosa do condado é West Palm Beach. Foi fundado em 30 de abril de 1909.
Com quase 1,5 milhão de habitantes, de acordo com o censo nacional de 2020, é o terceiro condado mais populoso do estado e o 26º mais populoso do país. É o 10º condado mais densamente povoado do estado.

## Geografia
De acordo com o Departamento do Censo dos Estados Unidos, o condado possui uma área de 6 172,4 km², dos quais 5 087,5 km² estão cobertos por terra e 1 084,9 km² (17,6%) por água.

## Demografia
Desde 1900, o crescimento populacional médio do condado, a cada dez anos, é de 76,1%.

### Censo 2020
Segundo o censo nacional de 2020, o condado possui uma população de 1 492 191 habitantes e uma densidade populacional de 293,3 hab/km². Seu crescimento populacional na última década foi de 13,0%, próximo da média estadual de 14,6%. É o terceiro condado mais populoso da Flórida e o 26º mais populoso dos Estados Unidos. É o 10º condado mais densamente povoado do estado.
Possui 705 988 residências que resulta em uma densidade de 138,8 residências/km² e um aumento de 6,2% em relação ao censo anterior. Deste total, 13,9% das unidades habitacionais estão desocupadas. A média de ocupação é de 2,1 pessoas por residência.

### Censo 2010
Segundo o censo nacional de 2010, o condado possui uma população de 1 320 134 habitantes e uma densidade populacional de 259 hab/km². Possui 664 594 residências que resulta em uma densidade de 130 residências/km².
Das 38 localidades incorporadas no condado, West Palm Beach é a mais populosa, com 99 919 habitantes, enquanto South Palm Beach é a mais densamente povoada, com 3 478 hab/km². Cloud Lake é a menos populosa, com 135 habitantes. De 2000 para 2010, a população de South Palm Beach cresceu 67% e a de Glen Ridge reduziu em quase 21%. Apenas 15 localidades possuem população superior a 10 mil habitantes.